# Primaire présidentielle socialiste française de 2006
La primaire présidentielle socialiste française de 2006 se déroule le 16 novembre 2006 pour élire le candidat du Parti socialiste à l'élection présidentielle française de 2007. Le scrutin voit la victoire de Ségolène Royal au premier tour, avec 60,65 % des voix. Ce concept « d'élection primaire » n'est pas inédit au Parti socialiste, puisqu'une primaire présidentielle socialiste du même type avait déjà eu lieu en 1995.

## Contexte

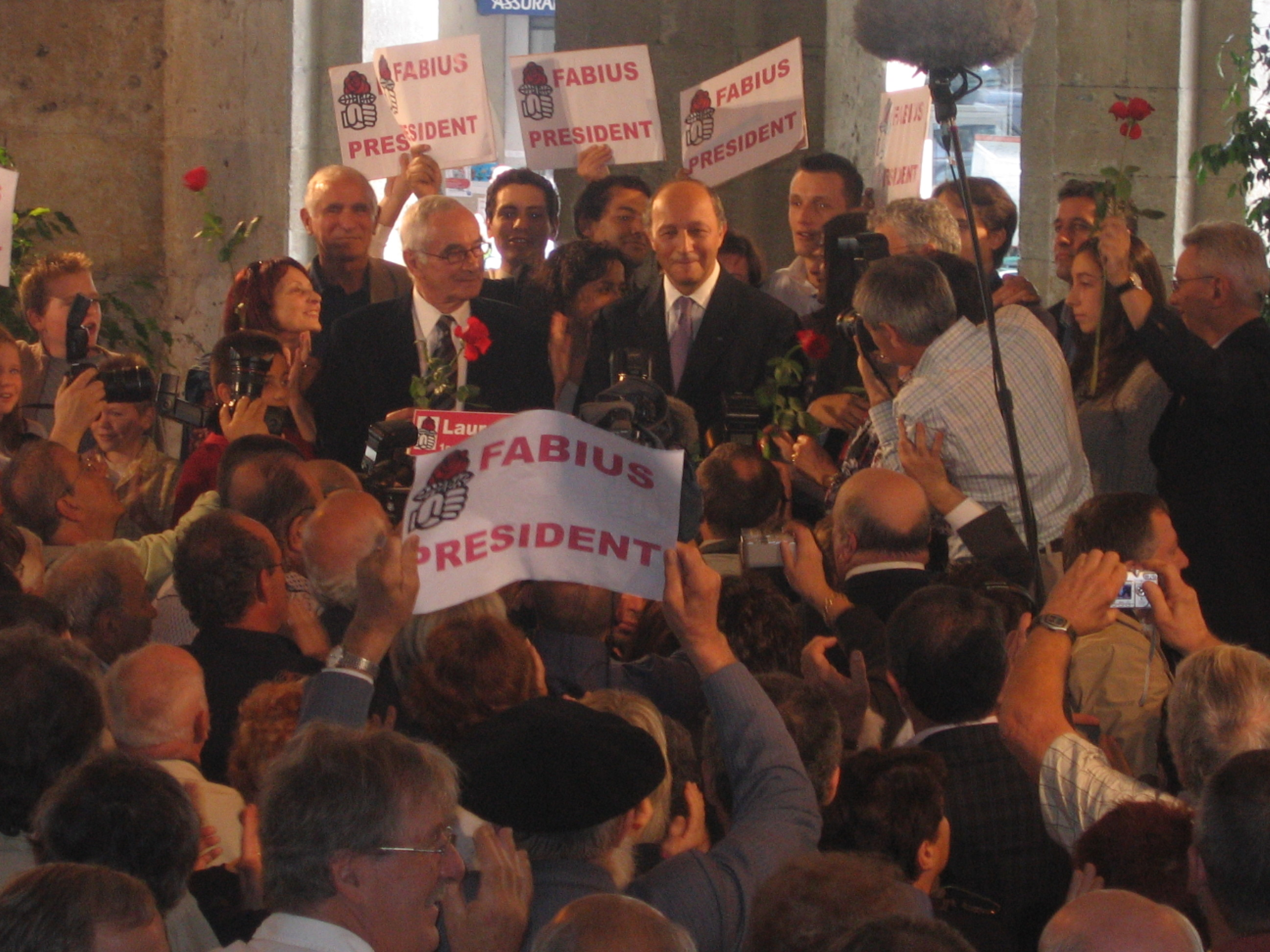
Laurent Fabius lors de sa déclaration de candidature à l'élection présidentielle de 2007.

Au début de l'année 2006, sept candidats sont principalement pressentis pour disputer l'investiture socialiste : il s'agit de Bernard Kouchner, Laurent Fabius, François Hollande, Lionel Jospin, Jack Lang, Ségolène Royal et Dominique Strauss-Kahn.
Le 26 août 2006, à l'approche de la tenue de la primaire, Lionel Jospin, retiré de la vie politique depuis son échec à la présidentielle de 2002, intervient à l'université d'été du Parti socialiste, puis, le 4 septembre, il déclare être « capable d'assumer la charge de chef de l'État ». Le 28 septembre 2006, il annonce finalement qu'il ne sera pas candidat.
L'ancien ministre de l'Économie Dominique Strauss-Kahn et la présidente de la région Poitou-Charentes Ségolène Royal se déclarent officiellement candidats le 29 septembre 2006. Deux jours plus tard, le 1er octobre, l'ancien Premier ministre Laurent Fabius fait de même. Tous trois sont également députés.
En octobre 2006, tous les médias s'accordent à dire qu'il y aura trois candidatures, plus éventuellement celle de Jack Lang, qui attend la veille de la fin du dépôt des candidatures pour annoncer qu'il ne se présentera pas. Un mois plus tard, le 5 novembre 2006, il se rallie à Ségolène Royal, considérée comme la grande favorite du scrutin et la plus à même, selon les sondages, de battre la droite au second tour de l'élection présidentielle.

## Candidats pressentis ayant renoncé
- Lionel Jospin, 69 ans, ancien Premier ministre (candidat en 1995 et 2002).
- Jack Lang, 67 ans, député du Pas-de-Calais, ancien ministre.
- François Hollande, 52 ans, député de la Corrèze, premier secrétaire du Parti socialiste.
- Bernard Kouchner, 66 ans, ancien ministre, ancien représentant de l'ONU au Kosovo.

D'après le documentaire L'Investiture, les trois candidats « présidentiables » sont Lionel Jospin, Jack Lang et François Hollande, qui font durer le suspense jusqu'à la clôture du dépôt des candidatures. Toutefois, Lionel Jospin souffre d'un échec en 2002 et d'une campagne électorale trop tardive, Jack Lang n'a pas de réseaux au sein du PS et François Hollande est concurrencé par sa compagne et par l'échec du référendum sur la constitution européenne, auquel lui et le PS se sont alignés.

## Débats

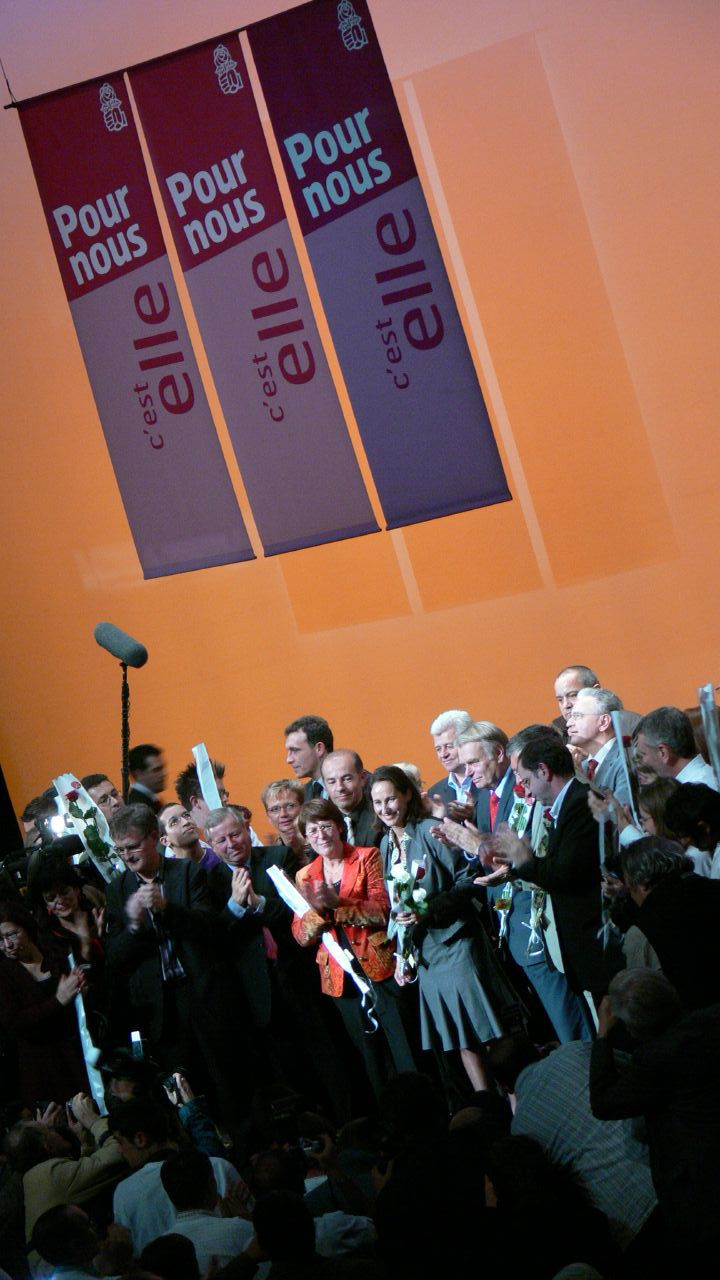
Dernier meeting de Ségolène Royal à la Cité des congrès de Nantes, en présence de Jean-Marc Ayrault, maire de la ville et président du groupe PS à l’Assemblée nationale.

Le Parti socialiste organise six débats entre les candidats à l'investiture, dont trois sont télévisés et diffusés en direct sur La Chaîne parlementaire. Cependant, les trois candidats ne doivent pas s'interpeller ouvertement, ainsi l'exercice ressemble plus à un monologue qu'à un véritable débat. Le dernier est animé par Emmanuel Kessler et Émilie Aubry.
Date des trois débats télévisés :
- 17 octobre 2006[7] ;
- 25 octobre 2006[8] ;
- 6 novembre 2006[9].

## Sondages
N.B. : les sondages suivants ont été réalisés sur les sympathisants du PS, et non sur les membres à jour de cotisation, ces derniers formant seuls le corps électoral de l'élection primaire.
| Sondages              | Royal | Strauss-Kahn | Fabius |
| --------------------- | ----- | ------------ | ------ |
| Novembre – Ipsos      | 66 %  | 24 %         | 10 %   |
| Novembre – Ifop       | 58 %  | 32 %         | 9 %    |
| Novembre – Opinionway | 56 %  | 36 %         | 6 %    |
| Novembre – CSA        | 58 %  | 31 %         | 9 %    |

## Résultats

### Au niveau global
| Parti | Parti            | Candidats              | Voix    | #       |
| ----- | ---------------- | ---------------------- | ------- | ------- |
|       | Parti socialiste | Ségolène Royal         | 108 807 | 60,65 % |
|       | Parti socialiste | Dominique Strauss-Kahn | 37 118  | 20,69 % |
|       | Parti socialiste | Laurent Fabius         | 33 487  | 18,66 % |

### Par département
N.B. : les pourcentages sont exprimés en fonction des votants et non des suffrages exprimés. Pour que le total soit de 100 %, il faut ajouter les bulletins blancs ou nuls.
| Fédérations              | Ségolène Royal | Ségolène Royal | Dominique Strauss-Kahn | Dominique Strauss-Kahn | Laurent Fabius | Laurent Fabius |
| Fédérations              | Voix           | #              | Voix                   | #                      | Voix           | #              |
| ------------------------ | -------------- | -------------- | ---------------------- | ---------------------- | -------------- | -------------- |
| Ain                      | 478            | 66,95 %        | 116                    | 16,25 %                | 120            | 16,81 %        |
| Aisne                    | 590            | 62,83 %        | 156                    | 16,61 %                | 188            | 20,02 %        |
| Allier                   | 386            | 54,37 %        | 116                    | 16,34 %                | 199            | 28,03 %        |
| Alpes-de-Haute-Provence  | 436            | 75,96 %        | 65                     | 11,32 %                | 68             | 11,85 %        |
| Hautes-Alpes             | 211            | 67,41 %        | 56                     | 17,89 %                | 44             | 14,06 %        |
| Alpes-Maritimes          | 1347           | 61,28 %        | 451                    | 20,52 %                | 388            | 17,65 %        |
| Ardèche                  | 632            | 71,90 %        | 119                    | 13,54 %                | 125            | 14,22 %        |
| Ardennes                 | 315            | 58,99 %        | 96                     | 17,98 %                | 121            | 22,66 %        |
| Ariège                   | 926            | 73,55 %        | 112                    | 8,90 %                 | 214            | 17,00 %        |
| Aube                     | 183            | 57,01 %        | 42                     | 13,08 %                | 93             | 28,97 %        |
| Aude                     | 2285           | 69,56 %        | 297                    | 9,04 %                 | 682            | 20,76 %        |
| Aveyron                  | 466            | 66,38 %        | 101                    | 14,39 %                | 131            | 18,66 %        |
| Bouches-du-Rhône         | 5975           | 72,83 %        | 1165                   | 14,20 %                | 1027           | 12,52 %        |
| Calvados                 | 748            | 56,54 %        | 238                    | 17,99 %                | 322            | 24,34 %        |
| Cantal                   | 228            | 62,13 %        | 44                     | 11,99 %                | 94             | 25,61 %        |
| Charente                 | 598            | 71,19 %        | 153                    | 18,21 %                | 85             | 10,12 %        |
| Charente-Maritime        | 1257           | 78,46 %        | 213                    | 18,21 %                | 85             | 13,30 %        |
| Cher                     | 288            | 56,14 %        | 55                     | 10,72 %                | 166            | 32,36 %        |
| Corrèze                  | 751            | 81,01 %        | 101                    | 10,90 %                | 69             | 7,44 %         |
| Corse-du-Sud             | 130            | 61,32 %        | 37                     | 17,45 %                | 45             | 21,23 %        |
| Haute-Corse              | 171            | 33,46 %        | 47                     | 9,20 %                 | 290            | 56,75 %        |
| Côte-d'Or                | 1107           | 76,34 %        | 228                    | 15,72 %                | 111            | 7,66 %         |
| Côtes-d'Armor            | 956            | 66,20 %        | 339                    | 23,48 %                | 146            | 10,11 %        |
| Creuse                   | 426            | 58,28 %        | 83                     | 11,35 %                | 216            | 29,55 %        |
| Dordogne                 | 1300           | 71,39 %        | 262                    | 14,39 %                | 248            | 13,62 %        |
| Doubs                    | 834            | 62,24 %        | 401                    | 29,93 %                | 99             | 7,39 %         |
| Drôme                    | 944            | 70,24 %        | 265                    | 14,39 %                | 248            | 19,72 %        |
| Eure                     | 420            | 44,03 %        | 138                    | 14,47 %                | 391            | 40,99 %        |
| Eure-et-Loir             | 333            | 60,99 %        | 125                    | 22,89 %                | 83             | 15,20 %        |
| Finistère                | 1434           | 60,61 %        | 703                    | 29,71 %                | 217            | 9,17 %         |
| Gard                     | 1469           | 57,43 %        | 766                    | 29,95 %                | 317            | 12,39 %        |
| Haute-Garonne            | 3689           | 62,91 %        | 1217                   | 20,75 %                | 920            | 15,69 %        |
| Gers                     | 713            | 61,84 %        | 121                    | 10,49 %                | 315            | 27,32 %        |
| Gironde                  | 3218           | 59,66 %        | 683                    | 12,66 %                | 1454           | 26,96 %        |
| Hérault                  | 3730           | 70,91 %        | 1018                   | 19,35 %                | 512            | 9,73 %         |
| Ille-et-Vilaine          | 1334           | 59,37 %        | 548                    | 24,39 %                | 361            | 16,07 %        |
| Indre                    | 312            | 52,79 %        | 75                     | 12,69 %                | 201            | 34,01 %        |
| Indre-et-Loire           | 819            | 64,64 %        | 257                    | 20,28 %                | 185            | 14,60 %        |
| Isère                    | 1665           | 58,54 %        | 642                    | 22,57 %                | 522            | 18,35 %        |
| Jura                     | 284            | 66,20 %        | 68                     | 15,85 %                | 73             | 17,02 %        |
| Landes                   | 1442           | 58,38 %        | 219                    | 8,87 %                 | 784            | 31,74 %        |
| Loir-et-Cher             | 326            | 67,36 %        | 107                    | 22,11 %                | 48             | 9,92 %         |
| Loire                    | 543            | 61,22 %        | 189                    | 21,31 %                | 149            | 16,80 %        |
| Haute-Loire              | 419            | 73,12 %        | 48                     | 8,36 %                 | 105            | 18,32 %        |
| Loire-Atlantique         | 2219           | 66,40 %        | 702                    | 21,01 %                | 403            | 12,06 %        |
| Loiret                   | 677            | 63,87 %        | 263                    | 26,81 %                | 114            | 10,75 %        |
| Lot                      | 497            | 68,27 %        | 105                    | 14,2 %                 | 119            | 16,35 %        |
| Lot-et-Garonne           | 837            | 70,57 %        | 179                    | 15,09 %                | 152            | 12,82 %        |
| Lozère                   | 191            | 83,77 %        | 20                     | 8,77 %                 | 17             | 7,46 %         |
| Maine-et-Loire           | 690            | 65,09 %        | 267                    | 25,19 %                | 98             | 9,25 %         |
| Manche                   | 493            | 68,09 %        | 106                    | 14,64 %                | 112            | 15,47 %        |
| Marne                    | 395            | 52,74 %        | 178                    | 23,77 %                | 173            | 23,10 %        |
| Haute-Marne              | 165            | 72,05 %        | 36                     | 15,72 %                | 26             | 11,35 %        |
| Mayenne                  | 300            | 73,17 %        | 70                     | 17,07 %                | 40             | 9,76 %         |
| Meurthe-et-Moselle       | 727            | 52,57 %        | 364                    | 26,32 %                | 290            | 20,97 %        |
| Meuse                    | 184            | 58,04 %        | 56                     | 17,67 %                | 77             | 24,29 %        |
| Morbihan                 | 872            | 72,43 %        | 224                    | 18,60 %                | 102            | 8,47 %         |
| Moselle                  | 1029           | 64,27 %        | 320                    | 19,99 %                | 245            | 15,30 %        |
| Nièvre                   | 851            | 68,13 %        | 125                    | 10,01 %                | 263            | 21,06 %        |
| Nord                     | 5253           | 60,50 %        | 1731                   | 19,94 %                | 1624           | 18,70 %        |
| Oise                     | 827            | 52,05 %        | 218                    | 13,72 %                | 534            | 33,61 %        |
| Orne                     | 265            | 68,83 %        | 71                     | 18,44 %                | 49             | 12,73 %        |
| Pas-de-Calais            | 5774           | 60,18 %        | 2031                   | 21,17 %                | 1687           | 17,58 %        |
| Puy-de-Dôme              | 1114           | 45,86 %        | 561                    | 23,10 %                | 740            | 30,47 %        |
| Pyrénées-Atlantiques     | 1141           | 58,69 %        | 328                    | 16,87 %                | 467            | 24,02 %        |
| Hautes-Pyrénées          | 556            | 53,82 %        | 162                    | 15,68 %                | 315            | 30,49 %        |
| Pyrénées-Orientales      | 878            | 46,70 %        | 142                    | 7,55 %                 | 853            | 45,37 %        |
| Bas-Rhin                 | 699            | 53,89 %        | 397                    | 30,61 %                | 181            | 13,96 %        |
| Haut-Rhin                | 366            | 55,12 %        | 160                    | 24,10 %                | 135            | 20,33 %        |
| Rhône                    | 2152           | 60,38 %        | 923                    | 25,90 %                | 465            | 13,05 %        |
| Haute-Saône              | 349            | 58,75 %        | 120                    | 20,20 %                | 117            | 19,70 %        |
| Saône-et-Loire           | 1291           | 73,23 %        | 230                    | 13,05 %                | 222            | 12,59 %        |
| Sarthe                   | 575            | 61,50 %        | 214                    | 22,89 %                | 139            | 14,87 %        |
| Savoie                   | 436            | 71,24 %        | 101                    | 16,50 %                | 73             | 11,93 %        |
| Haute-Savoie             | 557            | 70,42 %        | 166                    | 20,99 %                | 64             | 8,09 %         |
| Paris                    | 6328           | 47,07 %        | 4942                   | 36,76 %                | 2062           | 15,34 %        |
| Seine-Maritime           | 1042           | 24,04 %        | 623                    | 14,37 %                | 2657           | 61,29 %        |
| Seine-et-Marne           | 1112           | 55,27 %        | 532                    | 26,44 %                | 356            | 17,69 %        |
| Yvelines                 | 1528           | 57,34 %        | 747                    | 28,03 %                | 382            | 14,33 %        |
| Deux-Sèvres              | 868            | 81,35 %        | 114                    | 10,68 %                | 84             | 7,87 %         |
| Somme                    | 840            | 62,36 %        | 95                     | 7,05 %                 | 400            | 29,70 %        |
| Tarn                     | 788            | 62,49 %        | 203                    | 16,10 %                | 265            | 21,02 %        |
| Tarn-et-Garonne          | 419            | 71,62 %        | 88                     | 15,04 %                | 75             | 12,82 %        |
| Var                      | 1379           | 70,65 %        | 284                    | 14,55 %                | 279            | 14,29 %        |
| Vaucluse                 | 1060           | 62,32 %        | 512                    | 30,10 %                | 126            | 7,41 %         |
| Vendée                   | 668            | 77,23 %        | 126                    | 14,57 %                | 70             | 8,09 %         |
| Vienne                   | 731            | 67,69 %        | 186                    | 17,22 %                | 157            | 14,54 %        |
| Haute-Vienne             | 1533           | 70,97 %        | 434                    | 20,09 %                | 159            | 7,36 %         |
| Vosges                   | 577            | 55,59 %        | 137                    | 13,20 %                | 320            | 30,83 %        |
| Yonne                    | 268            | 63,21 %        | 72                     | 16,98 %                | 81             | 19,10 %        |
| Territoire de Belfort    | 211            | 68,51 %        | 50                     | 16,23 %                | 47             | 15,26 %        |
| Essonne                  | 1946           | 54,83 %        | 604                    | 17,02 %                | 965            | 27,19 %        |
| Hauts-de-Seine           | 1842           | 52,58 %        | 1024                   | 29,23 %                | 611            | 17,44 %        |
| Seine-Saint-Denis        | 1431           | 47,12 %        | 603                    | 19,86 %                | 981            | 32,30 %        |
| Val-de-Marne             | 1325           | 43,77 %        | 1144                   | 37,79 %                | 539            | 17,81 %        |
| Val-d'Oise               | 1093           | 44,87 %        | 1041                   | 42,73 %                | 288            | 11,82 %        |
| Guadeloupe               | 802            | 78,47 %        | 105                    | 10,27 %                | 105            | 10,27 %        |
| Martinique               | 141            | 59,00 %        | 40                     | 16,74 %                | 58             | 24,27 %        |
| Guyane                   | 40             | 71,43 %        | 10                     | 17,86 %                | 5              | 8,93 %         |
| La Réunion               | 1470           | 90,02 %        | 92                     | 5,63 %                 | 62             | 3,80 %         |
| Saint-Pierre-et-Miquelon | 19             | 59,38 %        | 3                      | 9,38 %                 | 10             | 31,25 %        |
| Mayotte                  | 63             | 36,21 %        | 1                      | 0,57 %                 | 107            | 61,49 %        |
| Polynésie française      | 13             | 61,90 %        | 5                      | 23,81 %                | 3              | 14,29 %        |
| Nouvelle-Calédonie       | 18             | 66,67 %        | 8                      | 29,63 %                | 1              | 3,70 %         |
| Français de l'étranger   | 774            | 55,84 %        | 441                    | 31,82 %                | 153            | 11,04 %        |

## Sources
- Bernard Dolez et Annie Laurent, « Une primaire à la française. La désignation de Ségolène Royal par le parti socialiste », Revue française de science politique, vol. 57,‎ 2007, p. 133-161 (lire en ligne).
- L'Investiture, documentaire de Virginie Linhart pour LCP.